# Звичайна риба-прилипала
Звичайна риба-причепа, або акуляча Ремора, або звичайна Ремора, або прилипала-Ремора (Remora remora) — вид променеперих риб з роду Ремор родини причепові. Один з двох видів причепових (поряд з причепами смугастими), що зустрічаються у теплих тропічних та субтропічних водах Світового океану.

## Опис
Максимальний зареєстрований розмір 86 см, маса — 1,1 кг. Зазвичай значно менший: 30-40 см. Забарвлення темно-коричнево-сіре.
Спереду тіло риби сплющене горизонтально, ззаду — вертикально. Нижня щелепа сильно видається вперед, рот досить великий, зуби дрібні та тонкі. Очі маленькі. У присосці 17-19 пластин. Бічна лінія проходить високою дугою над грудним плавником. Хвостовий плавець з невеликою виїмкою. Грудні плавці заокруглені.

## Поширення
Широко поширена в теплих тропічних і субтропічних водах Світового океану. Зустрічається приблизно між 60° пн. ш. і 36° пд. ш. У Східній Атлантиці (найчастіший представник родини), на північ до Шотландії; Середземне море. 

## Спосіб життя
Ця риба прикріплюється своєю присоскою до великих морських тварин, таких, як акули, костисті риби, черепахи і т.п. та здійснює тривалі міграції, часто на великі відстані. Харчуються дрібними ракоподібними паразитами зі шкіри своїх господарів, а також планктонними тваринами. Також полює на дрібних риб і пелагічних безхребетних.
Нерест відбувається в Центральній Атлантиці раннім літом, в Середземному морі — пізнім літом і восени. Ікринки та молодь пелагічні. Молодь плаває вільно. При довжині 3-8 см прикріплюється до тварин-господарів.

## Акулячі Ремори та людина
М'ясо їстівне, але промислового значення ці риби не мають. У деяких культурах (наприклад, у традиційних спільнотах узбережжя Індійського океану) рибу-присоску використовували для лову інших риб. Її прив'язували до мотузки, і, коли вона прикріплювалася до великої риби, рибалки витягували обидві риби. Цей метод свідчить, що люди добре знали про здатність риби-присоски прикріплюватися до інших тварин і об'єктів. 